# Attic (EP)
Attic je prvo EP izdanje nemačke hevi metal grupe Attic. Izdat je 27. februara 2012. godine.
Tiraž mu je 1000 primeraka. EP je reizdat na kaseti i vinilu.
Izdanje na kaseti je objavila izdavačka kuća MetalPunxRex u ograničnenom tiražu od 300 primeraka i sadrži bonus pesmu "Dying World" obradu grupe Pentagram, snimljenu uživo na Raging Death Date Festivalu.
Vinilno izdanje objavila je izadvačka kuća Sex, Drinks and Metal Records u tiražu od 300 primeraka.

## Lista pesama
1. -{The Hidden Grave
2. Funeral in the Woods
3. Sinless
4. Devourer of Souls
5. The Headless Horseman
6. On the Belfry}-